# 沾露腺毛草
沾露腺毛草（學名：Byblis rorida）為腺毛草科家族的一年生食肉植物。本種為澳洲所特有。

## 外部連結
- （中文） 可愛的小苗 - 塔內植物園[永久] 大腺毛草與沾露腺毛草的幼苗
- （英文） Byblis rorida Lowrie & Conran[] 西澳花卉資料庫的沾露腺毛草分佈
- （英文） The Carnivorous Plant FAQ: Byblis: the rainbow plants （页面存档备份，存于） 腺毛草：彩虹植物（食肉植物的問與答）